# Steve Sekely
Steve Sekely, nato Székely István (Budapest, 25 febbraio 1899 – Palm Springs, 9 marzo 1979), è stato un regista ungherese.

## Filmografia parziale
- Avventura a Budapest (Skandal in Budapest) (1933)
- Un ballo al Savoia (Ball im Savoy) (1935)
- Non parliamo d'amore (Nászút féláron) (1936)
- Professor mistero (A 111-es) (1938)
- Muraglie infrante (Behind Prison Walls) (1943)
- Revenge of the Zombies (1943)
- La casa della morte (Lady in the Death House) (1944)
- Waterfront (1944)
- My Buddy (1944)
- Jim lo sfregiato (Hollow Triumph) (1948)
- Le avventure di Cartouche (1955) - regia con Gianni Vernuccio
- New York Confidential (1959) - serie TV, 16 episodi
- La peccatrice del deserto (1959) - regia con Gianni Vernuccio
- L'invasione dei mostri verdi (The Day of the Triffids) (1963)